# Казе Квинтавала (Парма)
Казе Квинтавала је насеље у Италији у округу Парма, региону Емилија-Ромања.
Према процени из 2011. у насељу је живело 24 становника. Насеље се налази на надморској висини од 103 м.